# Ristijärvi och Välttämönselkä
Ristijärvi och Välttämönselkä är en sjö i Finland. Den ligger i kommunen Ranua i landskapet Lappland, i den norra delen av landet, 700 km norr om huvudstaden Helsingfors. Ristijärvi och Välttämönselkä ligger 176,3 meter över havet. Den är 13,82 meter djup. Arean är 10,06 kvadratkilometer och strandlinjen är 46,64 kilometer lång. Sjön  ingår i Simo älvs huvudavrinningsområde. 